# Mambrilla de Castrejón
Mambrilla de Castrejón è un comune spagnolo di 100 abitanti situato nella comunità autonoma di Castiglia e León.